# Epiplema nigrifrons
Epiplema nigrifrons är en fjärilsart som beskrevs av George Francis Hampson 1896. Epiplema nigrifrons ingår i släktet Epiplema och familjen Uraniidae. Inga underarter finns listade i Catalogue of Life.